# Theodoricus Petri Rutha
Didrik Persson Ruuth eller Ruuta (även Theodoricus Petri Rwtha, med flera namnformer) kom från Borgå i Finland. Han studerade i Rostock och gav 1582 ut sångsamlingen Piæ Cantiones – Nordens första sångbok. Didrik Persson anställdes 1588 vid svenske kungens kansli. Han var lappfogde för Västerbotten 1595–1598, för Ångermanna och Ume lappmarker 1599 samt återigen för Västerbotten 1600–1601. År 1600 gjorde han en utredning om gränserna i lappmarken. Eftersom han hörde till Sigismunds anhängare utvisades han 1602 ur riket och dog i Polen.